# Up to you (19のアルバム)
『up to you』（アップ・トゥ・ユー）は、2001年9月27日にビクターエンタテインメントから発売された19の3枚目のスタジオ・アルバム。

## 概要
19最後のオリジナル・アルバム。
前作には見送られた「水・陸・そら、無限大」「背景ロマン」を収録。
理由は明確にされていないが、レコーディングは各々別々に行われたため曲のジャンルにバラつきがある。

## 収録曲
作詞：岡平健治（3,9,10,14,15）イワセケイゴ（2,4,6,7,11,13）19（8,12）市川喜康/岡平健治（1）はしもとみゆき（5）
作曲：岡平健治（1,3,5,9,10,14,15）イワセケイゴ（4,6,7,11,13）19（8,12）イワセケイゴ/茂村泰彦（2）
編曲：wingstone（6,7,11）茂村泰彦（2,4）GENE POOL/岡平健治（3,14）19/茂村泰彦（8,12）3B LAB☆（9,10）Itocky/岡平健治（1）大川達之/3B LAB☆（5）イワセケイゴ/茂村泰彦（13）岡平健治（15）
1. たいせつなひと(album ver.)
シングルではロック調であったが、こちらは曲の前半がピアノを交えたバラードとなっている。後に「19 〜すべての人へ」に収録された。
2. 足跡
7thシングル。
3. 炎
ストリングスが絡んだバラード。
岡平の亡くなったバイクの先輩に対する歌。
4. corona
ブルボン「チョトス」CMソング。
5. 太陽は僕らを照らしてた
はしもとみゆきが作詞。岡平のバイクの曲。元々はPOP JAMで即興披露された「悲しみのモンゴリアンチョップ」というウインターソングであったが、大幅に歌詞を変更している。
6. 雲レ日
「曇レ日」ではない。
7. 無意識とは
岩瀬が19の解散について書いた詞と推測されてきたが、歌詞の中の“彼”とは岡平を指していると17liveにて本人により公言された。
8. 水・陸・そら、無限大
5thシングル。
9. ショベルヘッド'79
ショベルヘッドとは、ハーレーダビッドソンのエンジンの一つ。
「1979年製のバイク」の意。
10. 落書
岡平の彼女に対する歌。
11. コッツウォルズ
岩瀬が19としての今の自分への疑問について書いた詞と推測される。
12. 背景ロマン
6thシングル。
13. 毎週火曜日
歌詞は意図的に聞き取りづらくされているものと思われる。岩瀬曰く「この曲では、仕事、対人関係など日常の葛藤を吐き出しています。その叫びをメロディに載せただけで、あまりきちんと聴かせたくないから聴きづらくなってます。この曲で一番言いたいことはサビ部分の『手を上へ　胸に愛を…』というフレーズなので、そこだけ、忘れないでほしい。」
14. Sing a Song
岡平が、自閉症でファンイベントに来られなかった人に対して歌った歌。
2001年春に名古屋で行われたファンイベントの際に、楽屋で準備をしていた岡平の所に「ファンの方から電話が入っているんですけど。真面目な話があるようで」とスタッフが来た。ファンからの手紙にも直筆で返事を書く岡平は、快く電話に出た。相手は、19が好きでファンクラブに入っている女の子だったが、心の病にかかっているため、人の集まる場所に出ることや、人と話をすることが極めて難しい状態にあり、ライブにいけないと言っていた。彼女はこのイベントのチケットを早いうちから入手していたことを岡平は知っていたので、やんわりと来ることを勧めたが、結局彼女は会場に現れなかった。そして、「up to you」の曲作りをしていた時に元々自分が好きなバイクを題材に作った曲の歌詞を書き換えた。「世の中にはいろんな人がいる。見た目も性格も職業も、様々。だけど、誰もがライブが好きで、19が好きで、この会場に集まってくる。どんな人でもいい。みんながここに集まって、一緒に楽しめればいい。次のライブでは絶対に会おうね」との思いを込め仕上げられた。本作発売後のツアーで当曲を歌う時に「みんなで、肩でも組もうぜ」と呼びかけた。
15. みんなのうた（初回盤のみの収録）
19のツアーテーマソングとして制作された楽曲。歌詞に登場する「ご当地の飯」に関しては会場ごとに歌詞が変更されていた。